# Blauwe Kamer (tijdschrift)
Blauwe Kamer is een Nederlandstalig tijdschrift over landschapsarchitectuur en stedenbouw. Het tijdschrift richt zich vooral op het ontwerp van de Nederland. Blauwe Kamer wordt uitgegeven door Uitgeverij Blauwdruk (in opdracht van de Stichting Lijn in Landschap). Het verschijnt viermaal per jaar in een papieren versie (omvang ca. 100 pagina's) en acht keer als een digitale uitgave (e-zine). De doelgroep bestaat uit landschapsarchitecten, stedenbouwkundigen, planologen, ecologen en andere geïnteresseerden in de ruimtelijke ontwikkelingen in Nederland.

## Inhoud
Blauwe Kamer bericht over ontwikkelingen en creatieve impulsen in de ruimtelijke ontwikkeling in Nederland en regelmatig ook in het buitenland. De redactie volgt nadrukkelijk een journalistieke koers. Dat komt tot uiting in het hanteren van diverse journalistieke genres (interviews, (beeld)reportages, nieuwsberichten, portretten, analyses, kritieken, columns en recensies). Daarnaast positioneert Blauwe Kamer zich als onafhankelijk tijdschrift in de vakgebieden. De redactie volgt en agendeert ontwikkelingen in de vakgebieden en publiceert daar kritisch over.